# Annemarie Schwyter
Annemarie Schwyter (* 21. März 1922 in Zürich; heimatberechtigt in Lachen und seit 1984 in Fällanden) ist eine Schweizer Radio- und Fernsehjournalistin.

## Leben
Annemarie Schwyter wurde als Tochter des Kaufmanns Ferdinand Schwyter und der Adele Ott geboren. Nach abgebrochenem Gymnasium in Zürich schrieb sie zunächst für den Tages-Anzeiger und andere Tageszeitungen. 
Ab 1950 arbeitete Schwyter als eine der ersten Auslandkorrespondenten des Schweizer Radios in Spanien. Von dort aus berichtete sie auch über Portugal, Marokko, Algerien und Tunesien. Nach ihrer Rückkehr in die Schweiz 1959 war sie Redaktorin der Informations- und Hintergrundsendung Echo der Zeit bei Radio Beromünster. Mit Heiner Gautschy, Hans O. Staub und Theodor Haller gab sie der Sendung Stil und Richtung. 
Von 1970 bis 1977 arbeitete Schwyter als Redaktorin der Politik- und Wirtschaftssendung Rundschau beim Schweizer Fernsehen.